# Viburnum × rhytidophylloides
Viburnum × rhytidophylloides — кустарник гибридного происхождения.

## Ботаническое описание
Высота до 3 метров, ширина примерно равна высоте.
Листва напоминает таковую Viburnum lantana, но более жёсткая.
Цветки желтовато-белые. Цветение в мае.
Плоды красноватые, позже глянцево-чёрные.

## В культуре
Зоны морозостойкости от 4 до более тёплых.